# Werner Grund
Werner Grund (* 24. Juni 1919 in Gerabronn; † 21. August 2006 ebenda)  war ein deutscher Maler und Glasmaler.

## Leben
Werner Grund war der Sohn des Malers Johann Grund, der bei Christian Landenberger in Stuttgart ausgebildet worden war. Grund lernte zunächst den Beruf des Holzkaufmanns. 1938 wurde er zum Arbeitsdienst verpflichtet und 1939 zum Kriegsdienst eingezogen. Erst 1947, nach Krieg und Gefangenschaft, konnte er ein Studium an der Freien Kunstschule in Stuttgart beginnen. Aus familiären Gründen unterbrach er das Studium, unternahm aber, sich in die Tradition der Landschaftsmalerei stellend,  erste Reisen nach Italien und ins Tessin. 1956 ging er erneut nach Stuttgart, um bei Rudolf Yelin dem Jüngeren und Manfred Henninger an der Akademie der Bildenden Künste zu studieren. Seit 1959 war er als freischaffender Künstler tätig. 1960 erhielt er den Hohenloher Kunstpreis.

## Werk
Was Grund in Stuttgart in der Klasse für Glasmalerei und Mosaik bei Yelin gelernt hatte, war zunächst seine Lebensgrundlage. Er führte zahlreiche Aufträge für Mosaikarbeiten und Beton- und Bleiglasfenster aus. So schuf er in Gerabronn zum Beispiel ein Natursteinmosaik für die evangelische Kirche und gestaltete eine Wand aus Glassteinen in der Aussegnungshalle des Friedhofs.
Parallel zu den Auftragsarbeiten entwickelte er seine Malerei. Obgleich in der Nachkriegszeit in Stuttgart der Geist Willi Baumeisters herrschte und die ungegenständliche Malerei den Ton angab, behauptete Grund seine Sicht. Er schuf zwar immer wieder Farbkompositionen, doch sein ureigenes Anliegen blieb die Landschaft. Als Schüler von Manfred Henninger, der wiederum Schüler von Christian Landenberger war, wusste er die Farbe eigenwertig und doch am Motiv orientiert einzusetzen. Der dunkeltonigen Malerei der schwäbischen Schule setzte er eine helle, lichtvolle Farbigkeit entgegen. Zwar erkundete er Gegenden in der Bretagne und in der Provence, in der Toskana, auf  Sizilien und Kreta, bereiste Griechenland und Jugoslawien, war an der Nordsee und am Neusiedlersee, doch widmete er sein Hauptaugenmerk der heimatlichen Landschaft Hohenlohes, die ihn inspirierte, die er in langen Spaziergängen aufnahm und unverwechselbar wiedergab.
In seinen Acrylbildern und Aquarellen zeigte er winterliche Äcker und sommerliche Wiesen, die sich am Horizont ausrichten, also auf die Ferne bezogen sind. Dennoch ist Nahsicht da, vor allem bei den Bildern der Blumenwiesen, die sich vom unteren Bildrand her in großen Formen aufbauen und flirrend nach oben steigen. Obgleich sich die Wiesen wie Teppiche ins Format spannen, sind sie räumlich angelegt; obgleich die Farbe informell aufgetragen ist, bringt sie das Bild von Blumen und Gras hervor.